# Amitabh Bachchan
Amitabh Bachchan (hindu: अमिताभ बच्चन), rođen kao Amitabh Harivansh Bachchan; Alahabad, 11. listopada 1942.) je indijski filmski glumac, koji je stekao enormnu popularnost 1970-ih i otada postao jedna od najvažnijih ličnosti indijske kinematografije. 
U više od četrdeset godina bio je u preko 190 indijskih filmova. Bachchana se smatra jednim od najvećih i najutjecajnijih glumaca u povijesti indijske kinematografije. Bachchan je u Hollywoodu debitirao 2013. godine u filmu "Veliki Gatsby".
Bachchan je rođen 1942. u Alahabadu od hinduskog pjesnika Harivansh Rai Bachchana i njegove supruge, društvene aktivistice Teji Bachchan. Školovao se na koledžu Sherwood u Nainitalu i na koledžu Kirori Mal Sveučilišta u Delhiju. Filmsku karijeru započeo je 1969. godine kao pripovjedač u filmu „Mrvala Sena Bhuvan Shome”. Popularnost je prvi put stekao početkom 1970.-ih, a prozvan je indijskim "bijesnim mladićem" zbog uloga u hinduskim filmovima.
Bachchan je osvojio brojna priznanja tijekom svoje karijere, uključujući tri Nacionalne filmske nagrade i dvanaest nagrada Filmfare. Drži rekord po broju osvojenih nominacija za najboljeg glumca u povijesti nagrada Filmfare. Osim bavljenja glumom, Bachchan je radio i kao playback pjevač, filmski producent i tv-voditelj, a od 1984. do 1987. bio je i član indijskog parlamenta.
Bachchan je oženjen za glumicu Jayu Bachchan. S njom ima dvoje djece - Shwetu Nand i Abhisheka Bachchan, koji je također glumac, oženjen za glumicu Aishwaryju Rai.